# 서브노트북
서브노트북(subnotebook)은 울트라포터블(ultraportable), 슈퍼포터블(superportable), 미니노트북이라고도 하며, 일반적인 노트북 크기의 노트북보다 작고 가벼운 랩톱 컴퓨터의 일종이다.

## 종류 및 크기
2010년대에 걸쳐 일반적인 노트북 크기가 줄어들고 다른 차별화된 기능이 주류가 되면서 일반 크기 노트북과 '서브노트북' 노트북 간의 구분이 거의 사라졌다. 여전히 존재하는 한, '서브노트북'은 화면 크기가 13인치보다 작지만 양손 타이핑을 위해 영구적으로 연결된 키보드를 갖춘 기계로 정의될 수 있다.
이러한 융합 이전에는 크기와 시장 지위를 기준으로 서브노트북을 넷북 및 울트라모바일 PC와도 구분했다.
클래식 서브노트북은 풀사이즈 노트북보다는 작지만 휴대용 컴퓨터보다는 컸다. 그들은 동시대 노트북에 비해 더 작은 화면과 본체, 더 가벼운 무게로 구별되었다. 크기와 무게의 절감은 포트를 생략함으로써 부분적으로 달성되는 경우가 많았으며 이는 일반적으로 광학 디스크 드라이브를 생략한 최초의 시스템이거나 일부 초기 모델인 플로피 디스크 드라이브였다.
이는 또한 도킹 스테이션과 결합하여 보완할 수 있는 최초의 시스템 중 일부였다. 서브노트북 지향 도크의 주목할 만한 폼 팩터 중 하나는 "슬라이스 도크"였다. 이는 클래식 도킹 스테이션의 이동성이 더 뛰어난 버전이다.
| 다른 랩톱 마케팅 용어와 비교한 서브노트북 | 다른 랩톱 마케팅 용어와 비교한 서브노트북 | 다른 랩톱 마케팅 용어와 비교한 서브노트북 | 다른 랩톱 마케팅 용어와 비교한 서브노트북 | 다른 랩톱 마케팅 용어와 비교한 서브노트북 | 다른 랩톱 마케팅 용어와 비교한 서브노트북    |
| 유형                                      | 화면 크기                                 | 무게                                      | 특징                                      | CPU 유형                                  | 생산 기간                                    |
| ----------------------------------------- | ----------------------------------------- | ----------------------------------------- | ----------------------------------------- | ----------------------------------------- | -------------------------------------------- |
| 클래식 서브노트북                         | 5-12인치                                  | 0.9-1.8 kg                                |                                           | 다양함, 주로 x86                          | 1992-2018 (전 세계)/ 2018-현재 (아시아 한정) |
| 팜톱/핸드헬드                             | 5-9인치                                   | 0.3-0.8 kg                                | 크기와 소형화된 키보드                    | 다양함, 일반적으로 초저전력               | 1989-현재                                    |
| 넷북                                      | 7-13인치                                  | 0.7-1.5 kg                                | 매우 저렴한 가격                          | 저전력 x86; 주로 인텔 아톰                | 2007-2015                                    |
| 스마트북                                  | 5-10인치                                  | 0.4–1 kg                                  | 모바일 광대역 모뎀                        | x86 저전력 또는 ARM                       | 2009-2011                                    |
| 크롬북                                    | 10-15인치                                 | 다양함                                    | 크롬OS                                    | x86 또는 ARM                              | 2011-현재                                    |
| 울트라북                                  | 12-17인치                                 | 0.7-1.6 kg                                | 고급 재료 사용, 특히 금속 섀시            | 인텔 x86                                  | 2011-2018 (상표권 여전히 유효)               |

## 역사

### 1992년 이전
1982년에 출시된 엡손 HX-20은 언론인들에게 "노트북 컴퓨터"로 분류된 최초의 휴대용 컴퓨터였다. 이 명칭은 대략 A4 크기 노트와 같은 치수를 차지하여 서류 가방에 들어갈 만큼 작았기 때문에 유래했다. 1983년의 유사한 디자인의 TRS-80 모델 100은 최초의 상업적으로 성공한 노트북이었으며, 더 작은 휴대용 컴퓨터 산업을 탄생시킨 것으로 평가받는다. HX-20과 마찬가지로 모델 100은 당시 클램셸 기기보다 작았고, 둘 다 경첩이 없고 키보드와 화면이 동일 평면에 있는 슬레이트 폼 팩터를 사용했다. 모델 100의 후속작인 탠디 200은 클램셸 디자인이었고 당시 랩톱보다 작았다.
1988년에 출시된 NEC 울트라라이트는 IBM PC와 호환되는 최초의 클램셸 "노트북 컴퓨터"였으며, IBM PC는 1980년대 이후 마이크로컴퓨터 산업을 지배했다. 상대적으로 작은 크기 — 48 × 220 × 280 mm (1.4 × 8.3 × 11.75 인치) —는 두 권의 US 레터 (A4 용지와 유사) 크기 노트가 쌓인 것과 같았다. 플로피 드라이브가 없고 독점적인 솔리드 스테이트 스토리지를 사용했기 때문에 울트라라이트는 일반 대중에게 크게 보급되지 않았다. 이와 유사한 최초의 상업적으로 성공한 노트북인 컴팩 LTE는 1989년에 출시되어 비평가들의 찬사와 높은 판매를 기록했다. LTE의 성공은 IBM과 애플이 각각 PS/2 모델 L40 SX와 파워북 100을 시작으로 자체적으로 더 얇은 랩톱을 출시하도록 설득했다.:59:75 IBM은 1992년 초에 L40 SX를 PS/2 노트로, 1992년 말에 씽크패드 라인으로 교체했다.
이 시기에는 아타리 포트폴리오와 HP 95LX를 포함하여 서브노트북보다 더 작은 몇몇 주목할 만한 PC가 있었다. 둘 다 MS-DOS 기기였으며, 나중에 출시된 핸드헬드 PC와 비슷한 크기였다.

### 1992–1995
1992년 말, PCMag 잡지는 두 가지 모델을 서브노트북으로 설명했다. 이들은 게이트웨이 핸드북과 델 320SLi (둘 다 1.6 kg 미만)였고, 다른 하나는 이탈리아에서 출시된 올리베티 콰데르노였다.
이 시기에 애플과 컴팩은 자신들의 기기를 "서브노트북"으로 분류하지 않았지만, 파워북 듀오와 컴팩 LTE 라이트는 다른 방식으로 분류되며, 두 라인 모두 도킹 스테이션을 널리 보급하는 데 기여한 최초의 기기 중 하나였다.
또 다른 초기 모델은 휴렛 팩커드의 옴니북 300으로, 1993년에 "초경량 휴대용"으로 출시되었다. 이것은 무게를 줄이기 위해 하드 드라이브 대신 플래시 메모리 디스크를 사용한 최초의 사례 중 하나였다.
도시바 또한 그 해에 포르테주 T3400과 T3400CT를 출시하며 "더 큰 컴퓨터의 모든 기능을 갖춘 최초의 서브노트북 컴퓨터"라고 주장했다. T3400CT는 컬러 화면을 가진 최초의 서브노트북이었다. 1995년, 도시바는 6.1인치 화면의 리브레또 20을 선보였다. CNet은 리브레또 50CT에 대해 "[이것은] 미국에서 2파운드 미만의 무게를 가진 최초의 완전한 윈도우 95 노트북이다"라고 보도했다.
컴팩은 1994년에 콘투라 에어로라는 짧은 기간 동안의 서브노트북 라인을 출시했는데, 컴팩 제품에만 유용한 것이 아니라 표준으로 사용될 수 있도록 의도된 배터리를 사용한 점이 특징이다.
IBM은 1995년에 팜톱 PC(4.7인치 화면의 휴대용 랩톱)를 출시했다.

### 1996–2000
IBM은 씽크패드 라인에서 씽크패드 560 울트라포터블(1996년)과 베스트셀러인 씽크패드 600(1998년)과 같은 "얇고 가벼운" 모델을 판매했다. 마침내 1999년에는 비즈니스 여행객을 겨냥한 1.3 kg의 씽크패드 240을 출시하며 서브노트북 시장에 진출했다. 240과 240X는 10.4인치 화면을 가졌다. 그러나 나중에 IBM은 이들을 12.1인치 화면을 가진 X 시리즈로 대체했다.
1997년 미쓰비시 전기는 초소형 12.1인치 미쓰비시 페디온 랩톱 라인을 출시했는데, 초박형 마그네슘 케이스(18 × 218 × 297 mm)와 치클릿 키보드를 특징으로 했다. 이 단명한 모델 라인은 일본에서만 판매되었고, 일부 하드웨어 문제로 인해 단종되었다. 소니는 일본에서 1인치 미만의 초박형(초박형) 모델인 PCG-505를 출시했는데, 이는 1997년에 바이오 505GX로 미국에 출시되었다. 이어서 훨씬 더 얇은 소니 바이오 X505가 출시되었는데, 크기는 0.8 × 8.2 × 10.2 인치에 불과했으며, 가장 얇은 부분은 0.3인치였다. 그러나 이것은 매우 비쌌고 배터리 수명이 짧아서 곧 단종되었다.
애플은 노후화된 파워북 듀오 라인을 비교적 가벼운(2 kg) 파워북 2400c로 대체했지만, 이것은 단명했다. 이것은 IBM이 공동 설계하고 일본 IBM이 애플을 위해 제조했다. 2000년에 컴팩은 디지털 하이노트 라인의 더 작고 성공적인 후속작인 10.3인치 아르마다 M300을 마그네슘 케이스와 1.6 kg의 무게로 출시했다.
소니 또한 1998년 일본에서 C1 시리즈 서브노트북을 출시하기 시작했다.

### 2001–2006
이 시기는 랩톱에서 저전력 소비 및 고전력 x86 프로세서 간의 큰 분할이 특징이었다. 인텔이 펜티엄 4 모바일 칩을 출시했지만, 펜티엄 4의 높은 전력 소비로 인한 높은 발열과 짧은 배터리 수명 때문에 모바일 펜티엄 III는 계속 사용 가능했다. 이어서 펜티엄 M이 출시되었는데, 이는 데스크톱용에 해당하는 것이 없는 전용 모바일 프로세서 라인이었다. 이 시기에는 또한 극도로 전력 효율적인 것으로 의도된 트랜스메타의 프로세서도 등장했다.
가장 주목할 만한 소니 모델 중 하나는 바이오 PCG-C1VE 또는 픽처북(2001년)이었다. 이것은 뚜껑에 디지털 카메라가 내장된 최초의 기기 중 하나였으며, 화상 회의용으로 사용하거나 장면을 촬영하기 위해 돌릴 수 있었다.
2005년에는 8.9인치 터치스크린을 탑재한 플라이북 컨버터블이 출시되었다. 플라이북은 GPRS 또는 3G 네트워킹을 위한 내장 전화 연결 기능을 갖추고 있으며, 다양한 밝은 색상으로 제공되었다. 이 제품은 GQ, FHM, Elle, 롤링 스톤 등 비컴퓨터 잡지에도 다루어졌다.
2006년 마이크로소프트는 오리가미라는 코드명으로 새로운 울트라 모바일 PC 포맷을 선보였다. 이것들은 태블릿 PC의 더 작은 버전이었다. 예를 들어 삼성 Q1이 있었다.

### 2007년–현재
2007년 이후 랩톱 컴퓨터 시장은 인텔 아톰, 이후 주류가 된 초저전압 프로세서, 그리고 ARM 마이크로프로세서의 사용을 포함하여 다양한 목적과 전력 수준으로 마이크로프로세서 라인의 세분화가 증가하는 것을 보였다.
또 다른 주목할 만한 구현은 CCFL 화면 백라이트에서 더 에너지 효율적이고 컴팩트한 LED 백라이트 화면으로의 전환이었다. 반면에, 2010년대에 주류 사용자를 위한 판매가 증가하면서 광학 드라이브와 구형 포트는 드물어졌고, 추가 교체 가능한 배터리, 대체 입력 방법, 도킹 옵션, 스마트 카드, 모바일 광대역 모듈, 추가 저장 공간과 같은 일부 클래식 서브노트북 기능은 희귀해졌다. 컴퓨텍스 2011에서 인텔은 울트라북이라는 새로운 시스템 브랜딩을 발표했다. 이것들은 이전 서브노트북의 설명과 매우 일치한다. 이들은 저전력 프로세서(그러나 넷북만큼 저가형은 아님)를 사용했으며, 인텔 프로세서의 각 세대마다 저전력 U-시리즈 프로세서가 주류 판매의 더 큰 부분을 차지하게 되었다. 일반적으로 광학 드라이브와 구형 포트가 부족했고 일반적으로 컴팩트했지만, 마케팅에서는 두 용어가 거의 함께 사용되지 않았다. 주목할 만한 출시작:
2007년에 에이수스 Eee PC는 넷북이라 불리는 새로운 종류의 저가 랩톱의 첫 주자가 되었다. 넷북은 일반적으로 아톰 프로세서를 기반으로 하는 반면, 다른 서브노트북은 ULV 유형과 같은 더 강력한 프로세서를 사용한다.
2008년, 애플은 맥북 에어를 출시했는데, 회사는 이것이 세계에서 가장 얇은 노트북이라고 주장했다. 이 모델은 내장 광학 드라이브를 제공하지 않는다는 점이 특징이었다.
같은 해 레노버는 터치패드가 없는 마지막으로 널리 알려진 고급 12인치 서브노트북 라인인 씽크패드 X200, X200s, X200 태블릿 모델을 출시했다.
2010년에는 델 래티튜드 2100, 레노버 씽크패드 x100e, HP 프로북 에듀케이션 에디션을 포함한 교육 시장을 위한 여러 반견고형 저가 서브노트북이 등장했다. 이들은 특히 랩톱 충전 카트를 지원했다.

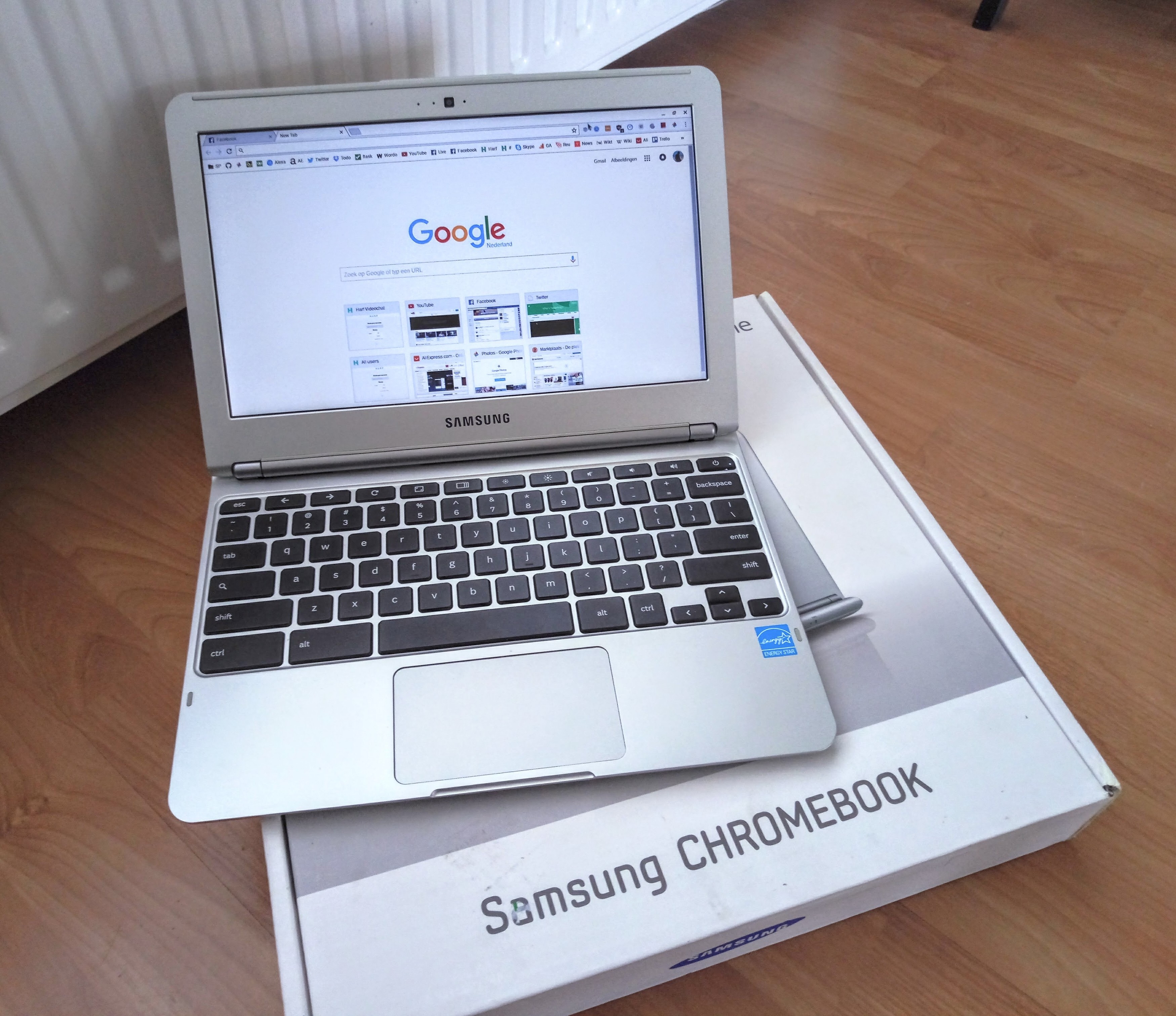
11.6인치 2012년 삼성 시리즈 3 크롬북

2011년, 구글이 최초의 크롬북을 선보였고, 인텔은 프리미엄 얇고 가벼운 랩톱을 위한 울트라북 브랜딩을 도입했다. 이후 몇 년 동안 랩톱을 "서브노트북"으로 특정하여 마케팅하는 것은 사라졌고, 2017년 이후에는 주류 브랜딩에서 이 용어가 사실상 사라졌다. 2020년대 초 현재 시장에는 GPD 포켓(7인치 디스플레이)부터 마이크로소프트 서피스 랩톱 고(12인치 디스플레이)에 이르기까지 충분히 서브노트북으로 설명될 수 있는 더 작은 랩톱들이 여전히 많이 남아 있으며, 이 용어는 비공식적으로 여전히 사용되기도 하지만 제조업체에서는 더 이상 사용되지 않는다.

## 같이 보기
- 컴퓨터 크기의 분류 목록
- 넷북
- 핸드헬드 PC
- 모바일 인터넷 디바이스
- 울트라 모바일 PC
- 스마트북